# Nová Ves nad Nisou

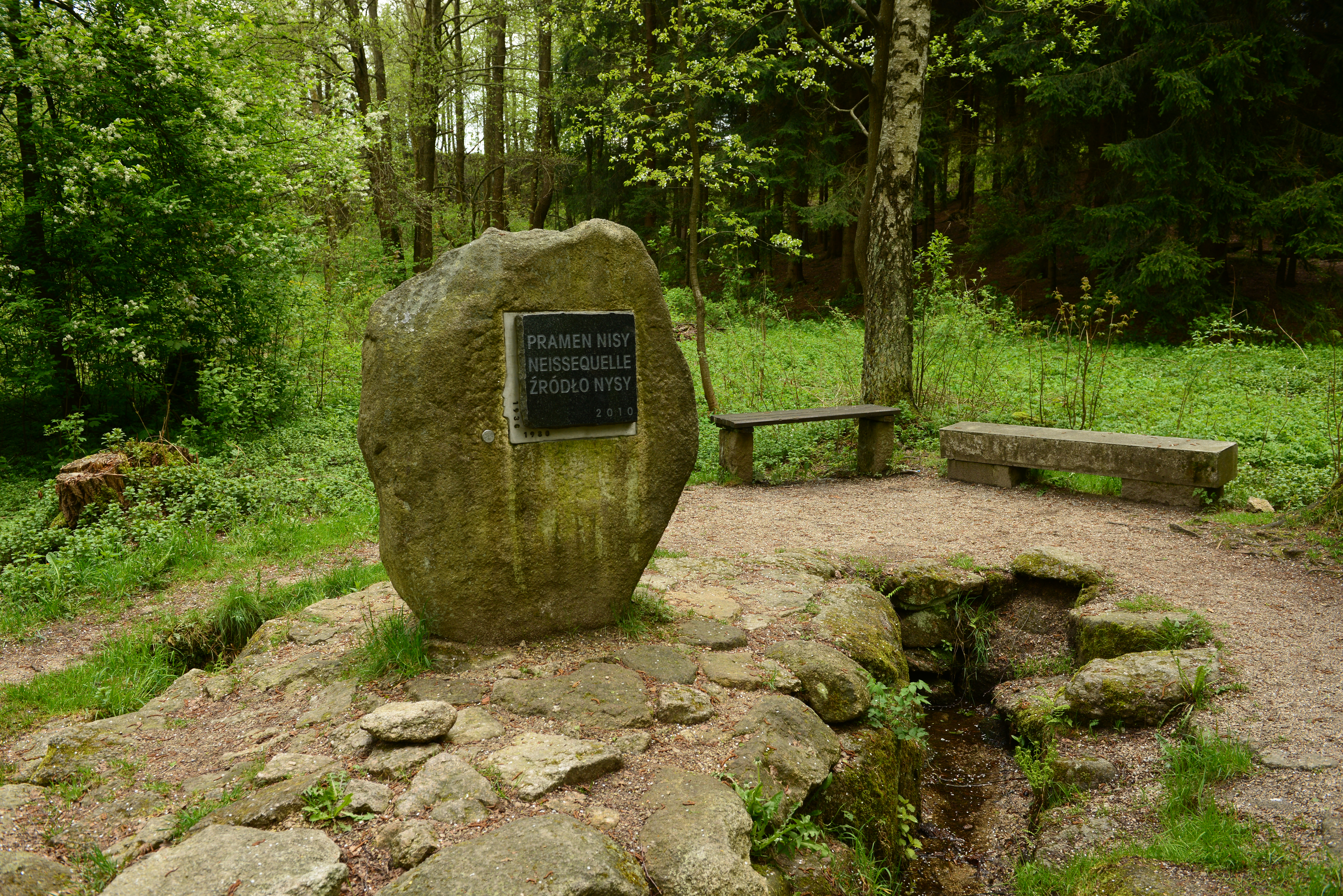
Quelle der Lausitzer Neiße in Nová Ves nad Nisou

Nová Ves nad Nisou (Neudorf an der Neiße) ist eine Gemeinde in Tschechien. Sie liegt drei Kilometer östlich von Jablonec nad Nisou im Isergebirge und gehört zum Okres Jablonec nad Nisou. In Nová Ves entspringt die Lausitzer Neiße.

## Geographie
Der Ort liegt am nördlichen Fuße des Schwarzbrunnkammes im Quellgebiet des Novoveský potok (Neudorfer Bach), der in Jablonec in die Neiße mündet. Südöstlich liegt der 869 m hohe Černá studnice (Schwarzbrunnberg).
Im Oberdorf befindet sich die Wasserscheide zwischen Elbe und Oder. Westlich davon entspringt die Lausitzer Neiße und nimmt ihren Lauf auf dem ersten Kilometer durch den Schuppengrund nach Norden. Nach Westen entwässert der Novoveský potok durch das Dorf zur Neiße. Das östlich gelegene Quellgebiet bildet einen weiteren Bach, der ebenfalls den Namen Novoveský potok trägt, sein Wasser jedoch in entgegengesetzte Richtung führt und schließlich am Bahnhof von Smržovka in den Smržovský potok, einen Zufluss der Kamenice, mündet.
Nachbarorte sind Jindřichov nad Nisou und Lučany nad Nisou im Norden, Smržovka im Nordosten, Horní Ves, Jelení Kout und Nová Mýtina im Osten, Horní Černá Studnice im Südosten, Dolní Černá Studnice im Süden, Kokonín und Vrskoslavice im Südwesten, Jablonec nad Nisou im Westen sowie Jablonecké Paseky im Nordwesten.

## Geschichte
Das Dorf entstand vermutlich in der Mitte des 16. Jahrhunderts bei der Besiedlung des Gebirges nördlich und östlich von Jablonec durch Meißnische Siedler. Die Bewohner lebten von der Landwirtschaft und errichteten ein evangelisches Gotteshaus, das im Dreißigjährigen Krieg vernichtet wurde. Erste urkundliche Nachweise über Neissedorf existieren seit 1634. Das Dorf war verschiedenen Herrschaften untertänig; während das Oberdorf zur Herrschaft Semily gehörte, war das Unterdorf Teil der Herrschaft Malá Skála. Pfarrort für alle Ortsteile bildete Morchenstern.
Nach der Ablösung der Patrimonialherrschaften blieb Neudorf geteilt. 1850 erfolgte die Bildung der Gemeinde Ober Neudorf mit dem Ortsteil Ober Schwarzbrunn und den Kynastbauden, wobei das Gebiet zum Gerichtsbezirk Gablonz an der Neiße gehörte. Das Unterdorf gehörte jedoch zur Gemeinde Seidenschwanz und die Schleiferei im Schuppengrund zu Wiesenthal. 1876 wurden alle Ortsteile zur Gemeinde Neudorf an der Neiße vereinigt.
1935 wurden zwei Kirchen geweiht, eine katholische und eine evangelische.
Das Dorf ist heute vor allem ein Ferienort; im Winter wird ein Skilift betrieben. In Nová Ves nad Nisou gibt es ungefähr 150 Ferienhäuser und 100 Wohnhäuser, mehrere Gaststätten und mehr als zehn Pensionen.

## Gemeindegliederung
Die Gemeinde Nová Ves nad Nisou besteht aus den Ortsteilen Horní Černá Studnice (Ober Schwarzbrunn) und Nová Ves nad Nisou (Neudorf).

## Verkehr
Nová Ves nad Nisou liegt abseits der Hauptverkehrsstraßen an einer Nebenstraße, die von Jablonec nad Nisou nach Smržovka führt. Der gleichnamige Bahnhalt liegt unterhalb des Ortes im Stadtgebiet von Jablonec.

## Sehenswürdigkeiten
- Černá studnice (Schwarzbrunnberg) mit Schwarzbrunnwarte
- Aussichtsturm auf dem Novoveský vrch (Kynast), Einweihung am 5. Mai 2007
- katholische Kirche der Hilfreichen Jungfrau Maria, 1935 geweiht
- ehemalige evangelische Gustav-Adolf-Kirche, ebenfalls 1935 geweiht. Das Gotteshaus wurde entwidmet und dient heute als Archiv.
- Quelle der Lausitzer Neiße
- Breuerův pramen (Breuer-Quelle), Quelle des Novoveský potok (Neudorfer Bach) östlich des Dorfes